# Acanthurus sohal
De Acanthurus sohal is een doktersvis die op de koraalriffen van de Rode Zee voorkomt en ongeveer 35 cm groot kan worden. Deze doktersvis wordt geroemd vanwege zijn prachtige blauwe en zwarte horizontale strepen, en is ook geliefd als aquariumvis.
Acanthurus sohal heeft een plat lichaam waardoor hij zich snel en efficiënt op het rif kan rondbewegen. Om de zwarte rug- en staartvin bevindt zich een blauwe rand. Hij heeft net als andere doktersvissen aan beide zijden van het lichaam horizontale lemmetachtige stekels ter hoogte van de staartbasis. Deze zijn  normaal naar voren in het lichaam gevouwen, maar klappen naar buiten als de vis zich tegen gevaar moet verdedigen, of in een gevecht met soortgenoten is verwikkeld. Volwassen mannetjes leven vaak met harems van  enkele wijfjes. 
Het voedsel is hoofdzakelijk plantaardig, hoewel soms ook aan dierlijk voedsel zoals poliepen van steenkoralen en mantels van weekdieren wordt geknabbeld. Acanthurus sohal is een van meer agressieve doktersvissen, en behoort mede door zijn grote omvang tot de dominantere vissen op het koraalrif van de Rode Zee. Hij komt voor tot op een diepte van 30 meter.
In een aquarium heeft de vis veel ruimte nodig, en is voortdurend op zoek naar voedsel in de vorm van algen. Door zijn dominantie en agressiviteit is het aan te raden slechts één exemplaar in het aquarium te houden. Zij kunnen in aquaria, mits gezond, wel 10-15 jaar oud worden.